# Santa Emiliana (título cardenalicio)
Santa Emiliana fue un título cardenalicio de la Iglesia católica. Fue instaurado en 112 por el papa Alejandro I y suprimido en 600 por el papa Gregorio I que lo reemplazó por el de Santa Balbina.

## Titulares
- Gioviano (494)